# Obrendo Huiswoud
Obrendo Huiswoud (sinh ngày 6 tháng 12 năm 1990) là một cầu thủ bóng đá người Suriname hiện tại thi đấu cho Inter Moengotapoe. Là thủ môn bắt chính, Huiswoud từng ra sân nhiều lần cho Đội tuyển bóng đá quốc gia Suriname. Huiswoud cũng từng thử việc với W Connection trong 2 tuần năm 2013.

## Danh hiệu

### Câu lạc bộ
Inter Moengotapoe
- Hoofdklasse champion: 2014, 2015,2016

### Cá nhân
- Surinamese Footballer of the Year: 2014